# غلين جونز
غلين جونز (بالإنجليزية: Glenn Jones)‏ هو موسيقي وعازف قيثارة أمريكي، ولد في 1 أكتوبر 1953 في الولايات المتحدة.